# جريس أوكلاستي
الجُرَيس الأوكلاستي (باللاتينية: Campanula euclasta) نوع نباتي ينتمي إلى جنس الجريس من الفصيلة الجريسية.

## الموئل والانتشار
موطنه بلاد الشام.